# 酒精解毒

在2010年，根據藥物傷害專家的意見，所有非法以及合法藥物（物質）造成損害的排名中，酒精排名第一。

酒精解毒（英語：Alcohol detoxification，也稱為detox（戒癮、排毒、解毒））是讓有酒精依賴的個人馬上停止飲酒的意思。這種過程通常會伴隨使用替代藥物，這些藥物有類似於酒精的作用，以防止酒精戒斷症候群的發生。當戒斷症狀發生時，會產生各種症狀，嚴重程度不一。
因此把這個字當作“解毒”使用，可能會有點用字不當，因為整個過程並非專指從體內去除有毒物質。根據飲者的年齡、醫療狀況、和飲酒史，治療的程序有些或許也不算解毒。例如一個暴飲的年輕人在飲酒後的一週尋求治療酒精使用疾患時，就不一定要經過解毒的程序。

## 戒斷症狀
酒精戒斷的症狀有多種，包含輕微到嚴重不等，取決於個人所罹患的酒精依賴程度而定。症狀或是行為性（焦慮、情緒激動、易怒）、神經性（震顫、幻覺、或癲癇發作的風險增加）、和身體性（心率、體溫、血壓的變化，以及噁心）。症狀通常在停止飲酒後6至24小時內出現。在嚴重的情況下，可能會出現震顫性譫妄，這是一種醫療緊急情況，可能會導致死亡。

## 處理
苯二氮䓬類藥物是最常見用於酒精解毒的藥物類別，其次是巴比妥類藥物。

### 苯二氮䓬類藥物
苯二氮䓬類藥物如氯二氮平（商品名Librium）、地西泮 (商品名Valium)、勞拉西泮(商品名Ativan)、或奧沙西泮(商品名Serax) 是最常用來減輕酒精戒斷症狀的藥物。有幾種治療模式。
1. 1. 第一種做法是考慮患者不同程度的耐受性。然後每半小時給予標準劑量的苯二氮䓬類藥物，直到輕度鎮靜的程度。一旦確定基線劑量，在隨後的3到10天內把藥物劑量逐漸減少。
  2. 另一種做法是根據病史，給予標準劑量的苯二氮䓬類藥物，並根據戒斷症狀程度予以調整
  3. 第三種做法是推遲治療，直到戒斷症狀出現才給予治療。這種方法不能用在先前曾有過與酒精相關的癲癇發作患者。這種做法在隨機對照試驗中證明有效。[5][6]一項非隨機對照試驗,把患者分為兩組 - 執行之前（1995年–1996年）和執行之後（1997年–1998年）, 回溯性的觀察性研究發現症狀觸發治療（即症狀出現後才開始治療）方式較為有利.[7]

開立苯二氮䓬類藥物的處方劑量可參考臨床機構酒精戒斷評估 （CIWA，修訂版簡寫為CIWA-Ar）.這份評估量表可在網上取得。
關於這種藥物的種類：
- 由於氯二氮平的半衰期長，是用在單純型戒斷症狀的首選藥物。[10]
- 勞拉西泮或地西泮可針對那些無法安全透過口服方式用藥的患者，作為注射劑使用。
- 勞拉西泮和奧沙西泮因為可在肝臟外代謝，適用於肝功能受損的患者。

### 一氧化二氮氣體療法
利用一氧化二氮治療酒精戒斷症狀，是種有效且安全的方法。在南非和芬蘭使用一氧化二氮精神止痛藥(psychotropic analgesic nitrous oxide，PAN)，已成功治療20,000多戒斷症狀的案例。這種藥物在1992年正式被南非醫療當局批准用於治療成癮性戒斷症狀。因此，接受這種方式治療的患者可透過醫療保險申請報銷。這種氣體療法把具有高度成癮可能的鎮靜藥物（如苯二氮䓬類藥物和巴比妥類藥物）的使用減少90%以上。這種技術把對苯二氮䓬類藥物產生二度成癮的風險降低，對於使用苯二氮䓬類藥物作治療的患者而言，二度成癮是種真實而嚴肅的問題。

### 其他藥物
透過隨機對照試驗發現阿替洛爾和可樂定有效。另一項隨機對照試驗發現卡馬西平也有效。
有些醫院運用酒精來處理酒精戒斷症狀，但這種做法存有潛在的問題。
在治療酒精戒斷症狀時，經常會使用到各種維生素，特別是維生素B群。

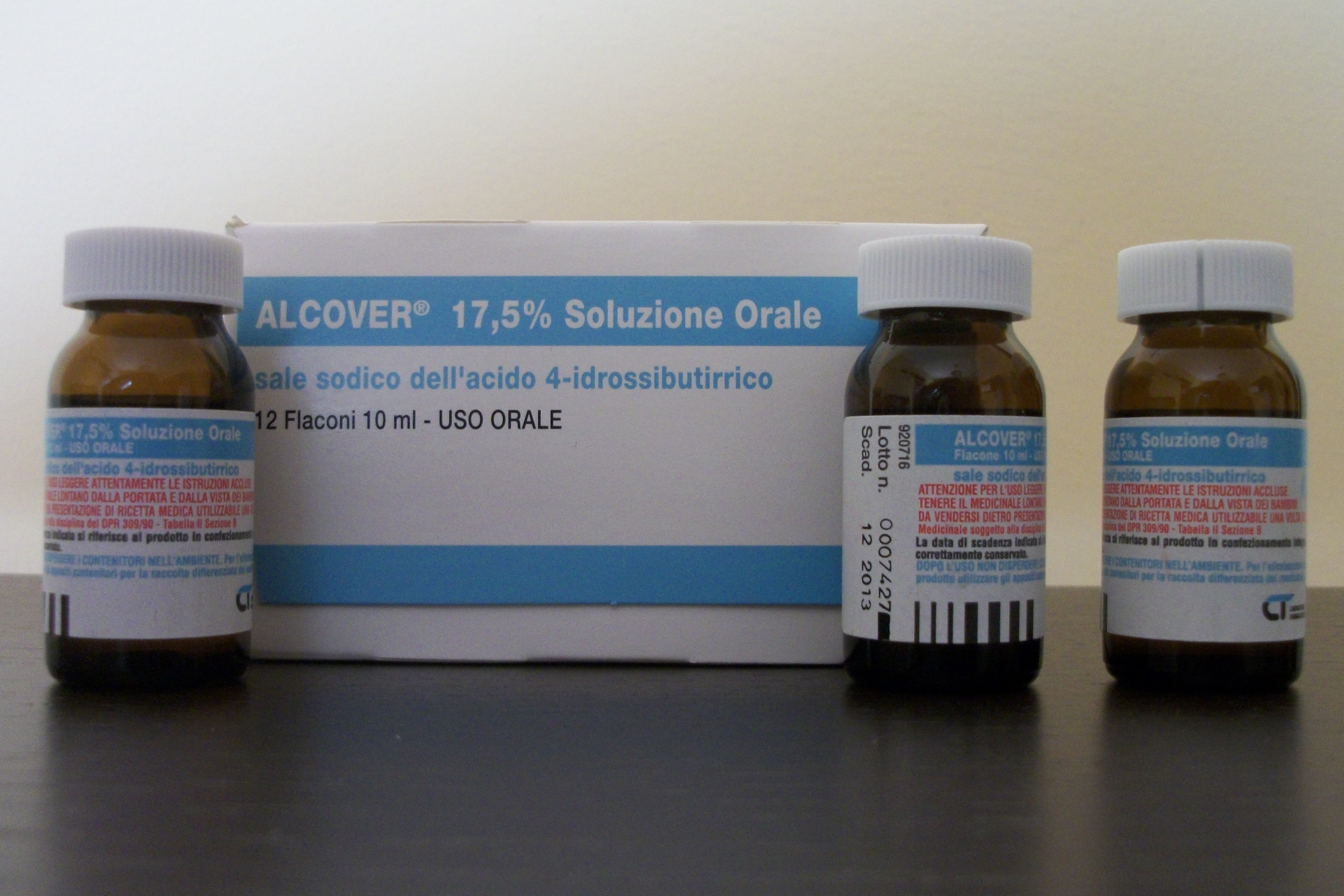
γ-羥基丁酸鈉（商品名Alcover）在義大利被用來做酒精解毒用。

γ-羥基丁酸鈉是種γ-羥基丁酸（GHB）的鈉鹽，被用於急性和中長期酒精戒斷症狀解毒之用。這種藥物可增強γ-氨基丁酸（GABA）的神經傳遞，並把麩胺酸的水準降低。γ-羥基丁酸鈉在義大利受到少量的使用。
貝可芬（商品名Lioresal）已在動物研究和小型人體研究中，顯示出可增強解毒作用。這種藥物充當GABA B受體的激動劑，可能有效。
菲尼布特（商品名Anvifen、Fenibut、Noofen等）因為具有鎮靜和抗焦慮作用，在東歐被用作酒精解毒之用。